# Stefano Tofanelli

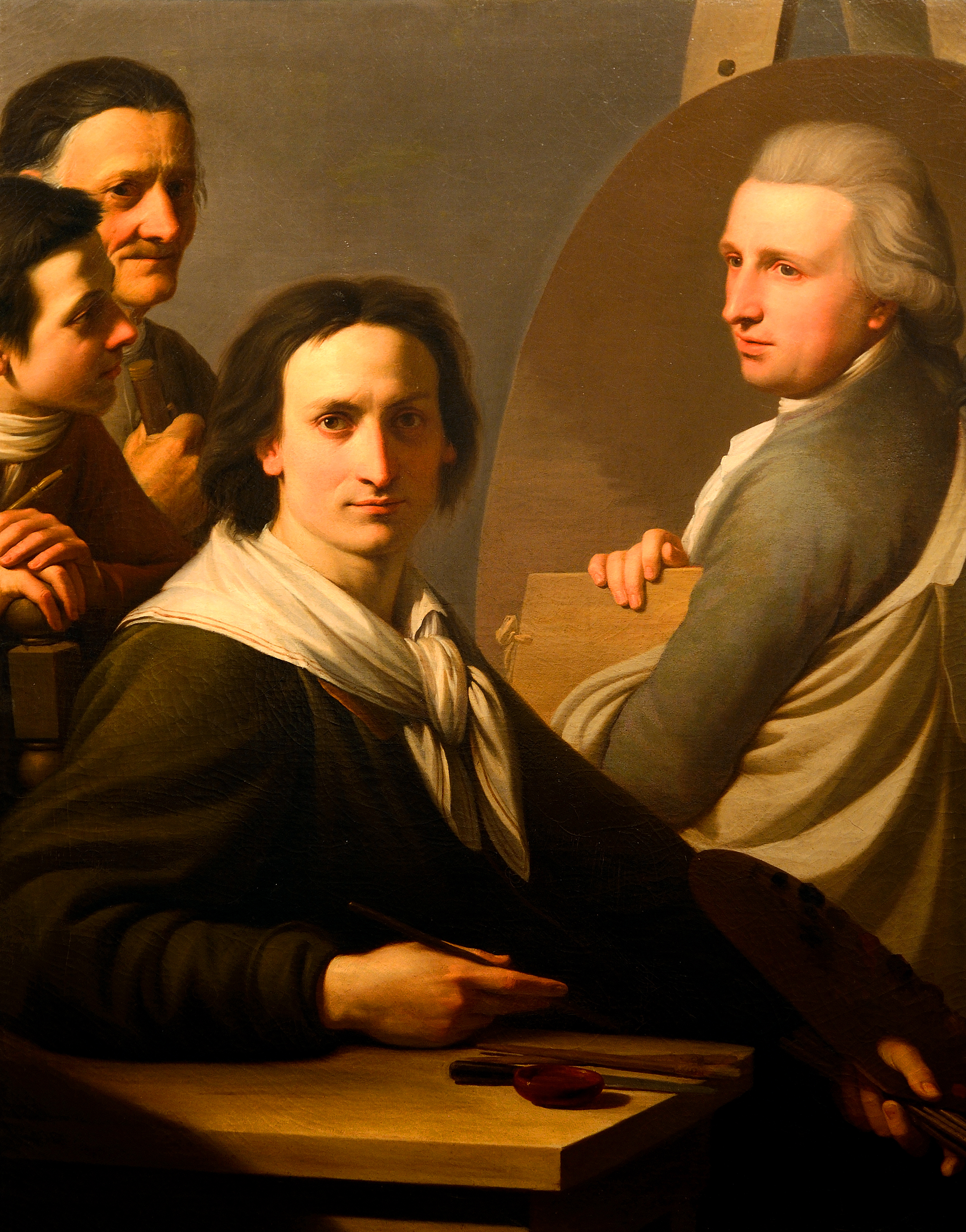
Autoritratto.

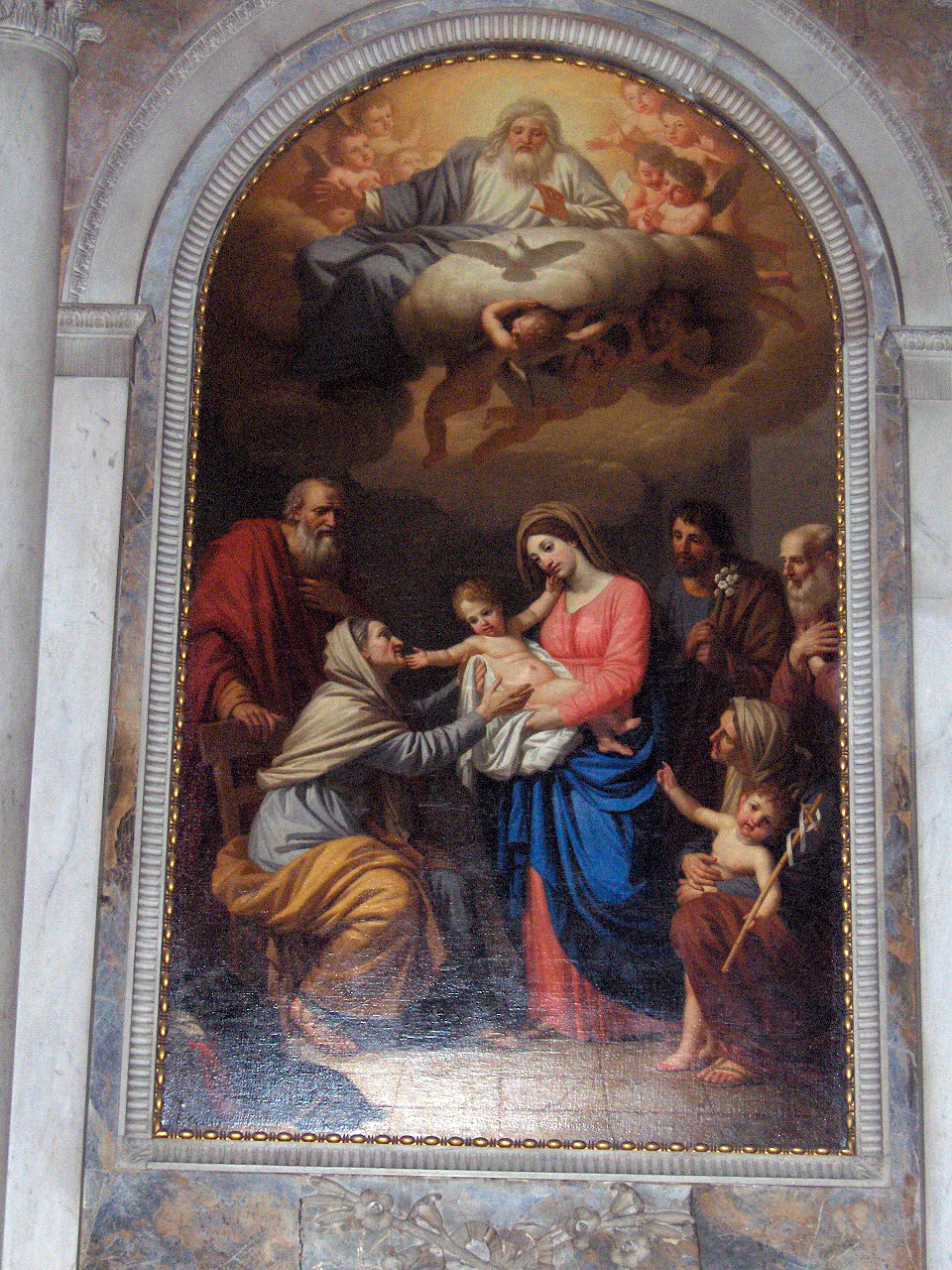
Lucca - San Frediano

Stefano Tofanelli (Lucca, 26 settembre 1750 – Roma, 30 novembre 1812) è stato un pittore italiano.

## Biografia
Stefano Tofanelli compie il suo apprendistato presso Giuseppe Antonio Luchi in compagnia del pittore Bernardino Nocchi con il quale successivamente si trasferì a Roma nel 1769. I due non furono accettati come studenti da Pompeo Batoni ma riuscirono a inserirsi nella scuola di Niccolò Lapiccola dove sviluppò uno stile barocco con suggestioni neoclassiche.
Nel 1781 apre una scuola di disegno, durante la quale realizza una serie di ritratti, fra cui l'autoritratto con il padre, il fratello Agostino e Bernardino Nocchi. Realizza anche la decorazione del salone centrale della villa Mansi a Segromigno, incentrata sulle gesta di Apollo.
Tofanelli tra Lucca e Roma si alterna con opere quali l´Apoteosi di Romolo fra gli dei in Palazzo Altieri a Roma, la chiesa di San Antonio di Tivoli, la cappella Buonvisi nella Basilica di San Frediano a Lucca e molti altri interventi nelle ville antiche della lucchesia.
Dal 1802 si trasferisce stabilmente a Lucca dove diviene pittore di corte per Elisa Baciocchi per la cui famiglia realizza molti ritratti; per alcuni anni fu anche apprezzato professore presso l'Accademia di Pittura di Lucca. In questo periodo termina anche il dipinto della Assunzione nel Duomo di Lucca ed un importante lavoro nella Villa Reale di Marlia, che lasciò incompiuto a causa della morte, nel 1812.

## Opere
- Decollazione del Battista, dipinto, opera documentata nella Cappella di San Giovanni Battista della chiesa di San Nicolò l'Arena di Catania.[1][2]
- Natività di Gesù, dipinto, opera documentata nella Cappella della Vergine della chiesa di San Nicolò l'Arena di Catania.[2][3]
- San Nicola e la liberazione dello schiavo, dipinto, opera documentata nella Cappella di San Nicola della chiesa di San Nicolò l'Arena di Catania.[2][4]